# Centaurium litardierei
Centaurium litardierei är en gentianaväxtart som beskrevs av Ronniger apud Litard.. Centaurium litardierei ingår i släktet aruner, och familjen gentianaväxter. Inga underarter finns listade i Catalogue of Life.